# ブライアン・ウィリアムズ (バスケットボール)
ブライアン・ウィリアムズ後に、バイソン・デリ（Brian Williams, Bison Dele 1969年4月6日-2002年7月7日）はカリフォルニア州フレズノ出身のバスケットボール選手。

## 経歴
ユージン・ウィリアムズとパトリシア・フィリップスの次男としてカリフォルニア州フレズノで生まれた。同州サンタモニカの高校に進学した。ここでの彼の背番号は永久欠番となっている。メリーランド大学で1年プレーした後、アリゾナ大学へ転校、2年プレーした後、1991年のNBAドラフト1巡目全体10位でオーランド・マジックに指名されて入団した。マジックでは2シーズン限られたプレータイムしか与えられなかった。
1993-94シーズンにデンバー・ナゲッツへ加入、このシーズン80試合に出場し平均8.0得点をあげた。
1995-1996シーズンにはロサンゼルス・クリッパーズに加入、平均15.8得点をあげた。
契約で難航し、1996-97シーズン開幕時にはどのチームとも契約を結べなかった。シーズン終盤にシカゴ・ブルズと契約しレギュラーシーズン9試合に出場、重要な控え選手としてブルズのNBAファイナル5回目の優勝に貢献した。
その後2シーズンをデトロイト・ピストンズで過ごし現役を引退した。1997-98シーズンには自己ベストの平均16.2得点、8.9リバウンドをあげた。1998年に先祖のアメリカ先住民にちなんで、バイソン・デリと改名し、その名前でプレーした。彼はピストンズと5年間3645万ドルの契約を結んでおり、チーム1の高給取りであったが、1999年に突如引退した。

## 失踪と兄の死
2002年7月、自身の所有する55フィートの双胴船「Hakuna Matata」でガールフレンド、兄、艇長の4人で航海していた。彼やガールフレンドは銀行や家族へ定期的に連絡を取っていたがモーレア島、タヒチ島からトゥアモトゥ諸島、マルキーズ諸島を経由してハワイのホノルルへ向かう途中、7月8日以降消息不明となった。7月20日、彼の兄がただ一人ボートでタヒチにたどり着いた。
8月31日、アリゾナ州フェニックスのコインディーラーに向けて15万2000ドルの小切手が振り出されていることが判明した。9月5日、弟のパスポートやクレジットカードを持って、取引に訪れた兄は逮捕されたが証拠不十分で釈放された。
「Hakuna Matata」はタヒチで別の名前で登録されており、船のネームプレートが取り外され、色が塗り替えられ、タヒチのタラヴァオで発見された。船体には、いくつもの穴が開いていた。同じ頃、兄は母親に対して自分は弟に危害を加えていないこと、刑務所の中では生きられないと電話で伝えた。
FBIはフランス当局と共同捜査を行い、デリら3人は殺された後、海に放り捨てられたものと判断、太平洋上で捨てられた3人の遺体が見つかる可能性は低いであろうと判断した。
彼の兄はインスリンの過剰摂取を行い、意識不明で9月15日にメキシコ警察によってティフアナのホテルで発見された。意識が回復することなく、9月27日にカリフォルニア州の病院で亡くなった。
兄のガールフレンドが捜査官に語ったところによると、船上で2人の兄弟は対立し、兄が3人を殺害し、海に投げ込んだこと、金の購入に失敗した後、彼をメキシコ国境まで逃がしたことを告白している。